# Paphiopedilum delenatii
Espèce
Paphiopedilum delenatii est une espèce de plantes à fleurs de la famille des Orchidaceae et du genre Paphiopedilum. C'est une orchidée originaire d'Asie.